# Combretum gracile
Combretum gracile är en tvåhjärtbladig växtart som beskrevs av Heinrich Wilhelm Schott. Combretum gracile ingår i släktet Combretum och familjen Combretaceae. Utöver nominatformen finns också underarten C. g. glandulosum.